# Liczby kwadratowe
Liczba kwadratowa – liczba całkowita, która powstała poprzez podniesienie do kwadratu innej liczby całkowitej. Nazwano je tak dlatego, że z jednakowych kwadratów w liczbie równej liczbie kwadratowej można ułożyć kwadrat o boku długości pierwiastek kwadratowy z n. Przykładem liczb kwadratowych są 1 (bo 1*1=1), 4 (bo 2*2=4) i 9 (3*3).
Kolejne liczby kwadratowe można obliczyć stosując poniższy wzór:
Kn = n2 = 1 + 3 + 5 + ... + (2n-1)

## Właściwości
Liczba  naturalna m jest kwadratowa, jeśli z m jednostkowych kwadracików można ułożyć kwadrat: 
| m = 12 = 1                                                                       |
| m = 22 = 4                                                                       |
| m = 32 = 9                                                                       |
| m = 42 = 16                                                                      |
| m = 52 = 25                                                                      |
| Uwaga: Białe odstępy między kwadratami są tylko by umożliwić percepcję wzrokową. |